# Hepo, Guangdong
Hepo (kinesiska: 河婆) är ett stadsdelsdistrikt i sydöstra Kina. Det ligger i Jiexi härad i staden Jieyang i provinsen Guangdong,  omkring 260 kilometer öster om provinshuvudstaden Guangzhou. 